# Pamela Zoellner

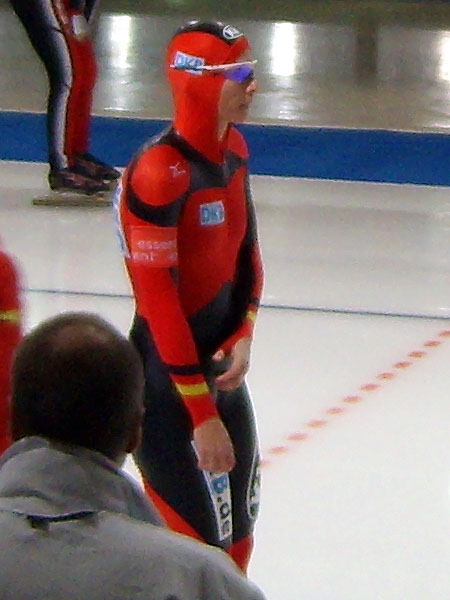
Zoellner in 2008

Pamela Zoellner-Fischer (15 januari 1977) is een Duits langebaanschaatsster. Ze is gespecialiseerd in de sprintafstanden (500 en 1000 meter).
Zoellner debuteerde internationaal in 2001 bij de Wereldbekerwedstrijden in Helsinki. Haar beste resultaat boekte ze tijdens een Wereldbekerwedstrijd (2004) in Thialf, waar ze vierde werd op de 500 meter. In 2002 werd ze Duits kampioene op de 500 en de 1000 meter, maar aan dat toernooi deden de favorieten niet mee in verband met de op handen zijnde Olympische Spelen van Salt Lake City. Zoellner schaatst het grootste deel van haar loopbaan in de schaduw van haar landgenotes Anni Friesinger, Monique Garbrecht, Jenny Wolf en Sabine Völker.
In 2006 nam Zoellner deel aan de Olympische Winterspelen van Turijn, ze werd slechts 24e (500 meter) en 30e (1000 meter).
In 2007 werd Zoellner zeventiende op het WK Sprint in Hamar.

## Persoonlijke Records
| Afstand    | Tijd    | Datum           | Baan           |
| ---------- | ------- | --------------- | -------------- |
| 500 meter  | 38,24   | 12 januari 2003 | Salt Lake City |
| 1000 meter | 1.15,87 | 19 januari 2003 | Salt Lake City |

## Resultaten
| jaar | Olympische Spelen  | WK Afstanden       | WK Sprint |
| ---- | ------------------ | ------------------ | --------- |
| 2003 |                    | 10e 500m 14e 1000m | 11e       |
| 2004 |                    | 13e 500m 15e 1000m | 10e       |
| 2005 |                    | 17e 500m 20e 1000m | 19e       |
| 2006 | 24e 500m 30e 1000m |                    | NS1       |
| 2007 |                    | 15e 500m 18e 1000m | 17e       |
| 2008 |                    | 19e 1000m          | -         |

- = geen deelname